# مذنب عظيم

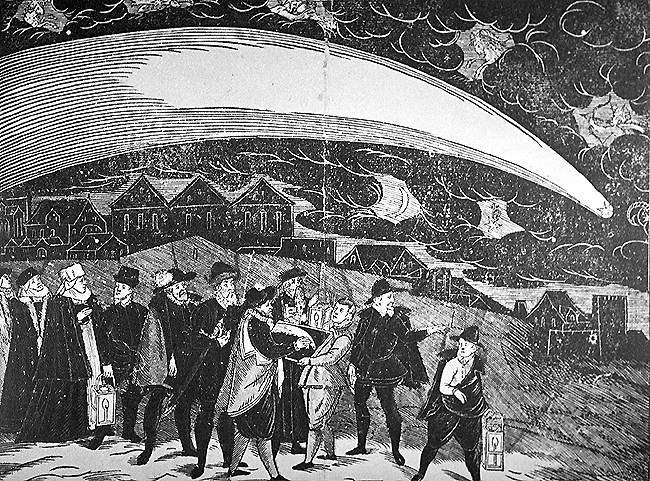
المذنب الكبير 1577 صورت في الخشب، أكثر من براغ

المذنب العظيم هو المذنب الذي يصبح مشرق بشكل استثنائي. لا يوجد تعريف رسمي ؛ سيلحق في كثير من الأحيان إلى مصطلح المذنبات التي أصبحت مشرق بما يكفي لتكون لاحظت من قبل المراقبين العاديين الذين لا يبحثون عن لهم، وأصبحت معروفة خارج المجتمع الفلكية. عظيم المذنبات نادرة ؛ على واحد فقط في المتوسط ستظهر في عقد من الزمن. في حين تتم تسمية المذنبات رسميا بعد المكتشفين، وإذا كانت في بعض الأحيان العظمى المذنبات التي يشار إليها أيضا من السنة التي يبدو أنها كبيرة، وذلك باستخدام صيغة "المذنب العظيم..."، تليها العام.

## الأسباب
الغالبية العظمى من المذنبات هي مشرقة أبدا بما يكفي لتكون رؤيته بالعين المجردة، وتمر عموما من خلال النظام الشمسي الداخلي من قبل أي شخص باستثناء الغيب علماء الفلك. ومع ذلك، أحيانا قد سطع لرؤية المذنب بالعين المجردة، بل وأكثر نادرا ما قد تصبح زاهية أو أكثر إشراقا من ألمع نجوم. متطلبات لحدوث ذلك هي : نواة كبيرة ونشطة، واتباع نهج على مقربة من أحد، واتباع نهج قريبة من الأرض. وسوف تكون المذنب الوفاء كل ثلاثة من هذه المعايير سيكون بالتأكيد مذهلة. في بعض الأحيان، فإن المذنب فاشلة على معيار واحد لا تزال مؤثرة للغاية. على سبيل المثال، كان المذنب هالي بوب - نواة كبيرة بشكل استثنائي ونشطة، لكنها لم تقترب من أحد بشكل وثيق جدا في كل شيء، ومع ذلك لا يزال أصبحت مشهورة للغاية، ولاحظ كذلك المذنب. وبالمثل، كان المذنب Hyakutake المذنب صغيرة نوعا ما، ولكن يبدو مشرقا لأنه مرت قريبة جدا إلى الأرض.

### حجم ونشاط النواة
نواة المذنبات تختلف في الحجم من بضع مئات من الأمتار عبر أو أقل لعدة كيلومترات عبر. عندما نقترب من أحد، وطرد كميات كبيرة من الغاز والغبار من نواة المذنب، وذلك بسبب التسخين الشمسي. وثمة عامل حاسم في كيفية مشرق المذنب هو كيف تصبح كبيرة، وكيف أحدث نواته هو. بعد عودة العديد من النظام الشمسي الداخلي، وتصبح نواة المذنب المنضب في المواد المتطايرة، وبالتالي فهي أقل بكثير من المذنبات الساطعة التي تبذل مرورهم أولا من خلال النظام الشمسي.
وأظهرت المفاجئ اشراق 17P/Holmes من المذنب في عام 2007 على أهمية النشاط للنواة في سطوع المذنب. بين 23-24 أكتوبر، 2007 عانى المذنب لانفجار مفاجئ مما أدى إلى سطع من قبل عامل من نحو نصف مليون. اشرقت عليه بشكل غير متوقع من قوته من حوالي 17 إلى نحو 2,8 في فترة لا تتجاوز 42 ساعة، مما يجعلها مرئية للعين المجردة. كل هذه 17P المذنب أدلى مؤقتا أكبر (من قبل دائرة نصف قطرها) الكائن في النظام الشمسي على الرغم من أن يقدر على أن تكون نواة فقط عن 3.4 km في القطر.

### أغلق نهج الحضيض
سطوع هيئة تعكس بسيطة يختلف مع التربيع العكسي للمسافة من الشمس. وهذا هو، إذا المسافة كائن من أحد الزوجي، وإيواء سطوعها. ومع ذلك، المذنبات تتصرف بشكل مختلف، نظرا لفظهما كميات كبيرة من الغاز المتقلبة التي تعكس أيضا ثم أشعة الشمس، وربما يتألق أيضا. معانها يختلف تقريبا كما المكعب معكوس مسافة من الشمس، وهذا يعني أنه إذا تم النصف مسافة المذنب من الشمس، فإنه سيصبح ثمانية أضعاف مشرق.
وهذا يعني أن ذروة سطوع المذنب يعتمد بشكل كبير على المسافة التي تفصله عن الشمس. بالنسبة لمعظم المذنبات، في الحضيض من مدارها تقع خارج مدار الأرض. أي مذنب يقترب من الشمس إلى مسافة 0.5 الاتحاد الأفريقي أو أقل قد تكون هناك فرصة ليصبح المذنب الكبرى.

### أغلق النهج إلى الأرض

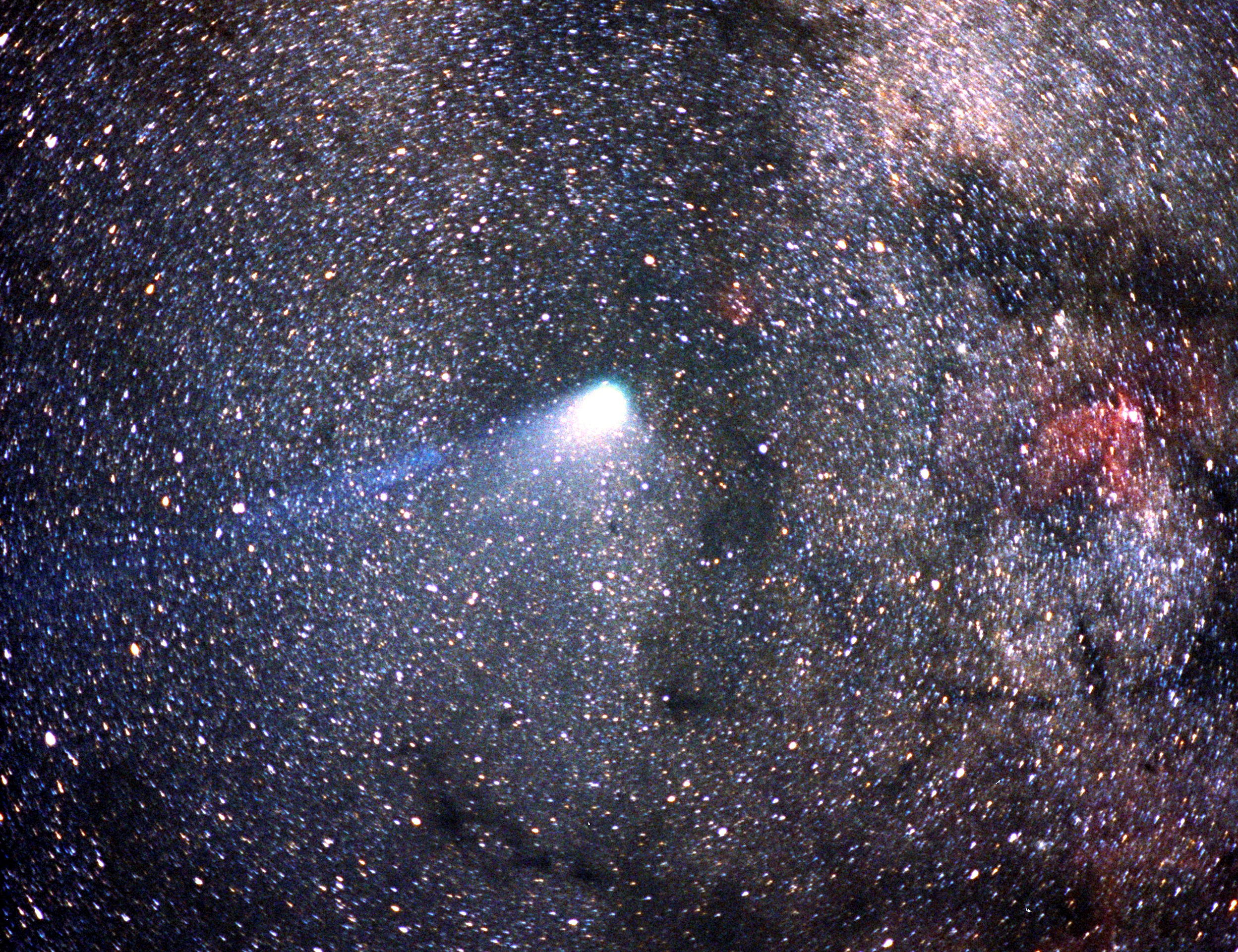
مذنب هالي

عن المذنب لتصبح مذهلة، ويحتاج أيضا إلى تمرير قريبة من الأرض. وكان نهج أقرب نقطة له من الأرض مذنب هالي، على سبيل المثال، عادة ما يكون مشرقا للغاية عندما يمر عبر النظام الشمسي الداخلي كل ستة وسبعين عاما، ولكن خلال الظهور في عام 1986، ما يقرب من الممكن الأكثر بعدا. وأصبح المذنب مرئية للعين المجردة، ولكن بالتأكيد كان ضعيف. من ناحية أخرى، يبدو أن الصغيرة في جوهرها، وخافت المذنب Hyakutake (B2 إلى C/1996) مشرقة جدا ومذهلة بسبب نهجها قريبة جدا من الأرض في أقرب فيها خلال آذار / مارس من عام 1996. وكان مرور له بالقرب من الأرض واحدة من النهج أقرب المذنبات على الإطلاق.

## اقرأ أيضا
- اصظدام المذنب شوميكار-ليفي 9
- مذنب C/1999 F1 (كاتالينا)